# ニュー・オーダー

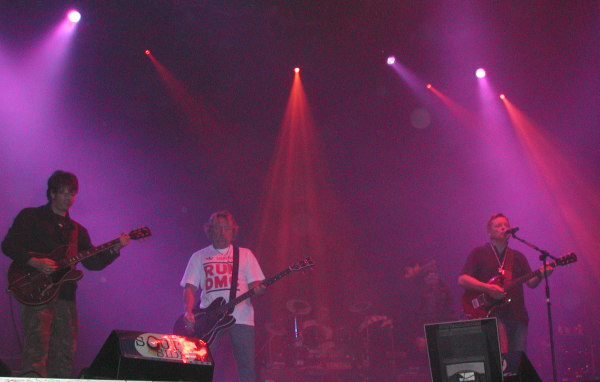
New Order (2005)

ニュー・オーダー（英：New Order）は、マンチェスターにて結成されたイギリスのロックバンドである。ポストパンクの代表的なバンドの一つジョイ・ディヴィジョンを前身とする。
1983年のヒット曲「ブルー・マンデー」や、ヒップホップにおける代表的なプロデューサーであったアーサー・ベイカーと組んだ「コンフュージョン」などの楽曲により、現在でも最も影響力のあるダンス・アクトの一つに数えられている。
ツアー中の行動の破天荒さは、ハッピー・マンデーズのメンバーをして「正真正銘の24アワー・パーティー・ピープル」と言わしめるほどである。
2007年以降、事実上の解散状態にあったが、2012年2月にピーター・フック抜きで再結成したことを表明した。

## 来歴

### 最初期
1980年、イアン・カーティスの自殺によりボーカリスト兼作詞家を失ったジョイ・ディヴィジョンは活動停止を余儀なくされた。残された3人のメンバー（バーナード・サムナー、ピーター・フック、スティーヴン・モリス）は話し合いの末、音楽活動を継続することを決意。以前に交わした「メンバーが一人でも欠けたらジョイ・ディヴィジョンの名前でバンド活動は行わない」という約束に基づき、新バンドは「ニュー・オーダー」と名乗ることになった。また、紆余曲折の末にサムナーがカーティスに代わるボーカリストを務めることになった。
1981年5月、古巣のファクトリー・レコードからシングル「セレモニー」でデビューを飾ると、11月にはアルバム『ムーヴメント』を発表。これらの作品はジョイ・ディヴィジョンの延長線上ともいえる陰鬱なサウンドに彩られていたが、同年12月のシングル「エヴリシングス・ゴーン・グリーン」では電子音を用いたエレクトロ寄りのアプローチをみせ、新境地を開く。また、1982年には当時モリスのガールフレンドで後年に妻となったジリアン・ギルバートを4人目のメンバーとして加えた。
1982年5月には所属レーベルのファクトリー・レコードの社長であるトニー・ウィルソンと共同経営の形でマンチェスターにディスコをオープン。ハシエンダと名付けられたこのクラブは、英国の初期のクラブ文化の発展に寄与し、1980年代終わりから1990年代始めに掛けて世界中に衝撃を与えたマッドチェスターやセカンド・サマー・オブ・ラブといった音楽シーンを生み出す母体となった。

### 1980年代
1983年5月、セカンド・アルバム『権力の美学』を発表。シンセサイザーを駆使し、前作よりエレクトロの要素を強めた作品となった。この方向性をさらに進めたのが、続けて発表されたシングル「ブルー・マンデー」で、大ヒットを記録した同作は12インチ・シングルとしては史上最も売れた作品となった。
立て続けに発表された『ロウ・ライフ』(1985年）、『ブラザーフッド』(1986年）の両アルバムは幅広い支持を受け、英国のチャート上位に食い込むなど商業的成功も収めた。5作目の『テクニーク』（1989年）は当時新しいクラブ・サウンドが芽生えていたイビサ島でレコーディングが行なわれ、流行を先取りした同作はアメリカおよびイギリスなどでゴールドディスクに認定され、名実ともに彼らの黄金期を代表するアルバムである。

### 1990年代と活動の停滞
ファクトリー・レコードの崩壊に伴い、ニュー・オーダーの6作目のアルバム『リパブリック』(1993年）はロンドン・レコードから発表された。メンバーのソロ活動が影響したのか、前作よりも落ち着いた作風で統一されている。アルバムの制作過程でメンバー間の対立が顕著になったこともあり、8月に行われたレディング・フェスティバルでのライブを最後に活動を休止。日本ではこの後テクノブームが全盛期を迎えるが、ニュー・オーダーは逆にテクノシーンの中心から遠ざかっていく。メンバーは各自のソロ活動に専念することになった。
1998年、マネージャーの進言により5年ぶりに顔を合わせたメンバーは活動の再開を決意。同年のレディング・フェスティバルで復活ライブを行った。また、これ以降のライブではこれまで自粛していたジョイ・ディヴィジョン時代の楽曲も積極的に演奏されるようになった。

### 2000年代と解散騒動
2001年のアルバム『ゲット・レディー』は従来よりギター・サウンドを前面に出した作品となった。スマッシング・パンプキンズのビリー・コーガンが一部のレコーディングに参加したほか、アルバム発表後のツアーでもサポート・メンバーとしてステージに立った。また、このアルバムを最後にギルバートが脱退し、サポートメンバーだった元マリオンのフィル・カニンガムが正式なメンバーとして迎えられた。
2005年には8作目となる『ウェイティング・フォー・ザ・サイレンズ・コール』を発表。日本盤にはボーナス・トラックとして「クラフティー」の日本語ヴァージョンが収録され、フジ・ロック・フェスティバルでの来日公演の際にも演奏された。
2007年5月、フックは複数のメディアで「バーナード（・サムナー）とは一緒にやっていない」と述べ「ニュー・オーダーは解散した」と明言。その一方で、サムナーとモリスはBBCに宛てた文書を通じて正式に「解散はせず今後も2人で活動を続けて行く」とコメントし、事実上フックは脱退したとの認識を明らかにした。これに対しフックはMySpace上の自身のページにて「バンドはもう終わった。残り三分の二（サムナーとモリス）に活動を続ける権利は無い。僕にも三分の一の権利がある」と改めて解散を宣言、交渉に応じるとも述べながら、裁判を示唆するコメントを残した。
2009年、サムナーはフィル・カニンガムと無名の新人ジェイク・エヴァンスと共に新バンドのバッド・ルーテナント（Bad Lieutenant）を結成。レコーディングには、ブラーのアレックス・ジェームスの他、モリスも参加した。

### 復活
2011年9月、ニュー・オーダーとしての再結成ライブを行うことが発表された。また、ギルバートが復帰するものの、フックは参加しないことが明らかにされた。ライブではフックの代役としてバッド・ルーテナントのレコーディングに参加したトム・チャップマンがベースを担当した。メンバーから外されたことについてフックはバンドを批判する声明を発表した。バンドは2012年に入ってもライブ活動を継続し、英国ツアーの他、日本におけるサマーソニックへの出演も発表された。また、サムナーは年内に新しいアルバムの制作を開始する可能性を示唆している。

## エピソード
- レコード・ジャケットなどのグラフィック・デザインは前身のジョイ・ディヴィジョン時代からその殆どをグラフィックデザイナーのピーター・サヴィルが手がけているが例外もある。例えばジョイ・ディヴィジョン時代の自主制作シングル・レコードの「An Ideal for Living」のジャケット・デザインはバーナード自身によるものである。またニュー・オーダーの作品の中でも「エヴリシングス・ゴーン・グリーン」のジャケット・デザインはバーナードとジリアンの共同デザイン。
- 『リバプリック』以降のアルバムはピーター・ガブリエル所有のリアル・ワールド・スタジオで制作されている。
- 2007年からインターネット上で議論となっているインターネット上で最も不思議な曲の正体はニュー・オーダーのデモテープではないかという説があるが、信憑性はない。また、ニュー・オーダーからこの曲についての言及はされていない。

## タイアップ
詳細はニュー・オーダーの作品のシングル・アルバムそれぞれの項を参照。
- 『トップランナー』 - NHK教育テレビのトーク番組。2004年度のテーマ曲に「レッツ・ゴー」が採用され、オープニングではメインMCだった武田真治・本上まなみ出演のショートムービーが同曲に乗せて放送されていた。

## メンバー

### 現在のラインナップ
- バーナード・サムナー (Bernard Sumner) - ボーカル、ギター、キーボード ※通称、バーニー。
- スティーヴン・モリス (Stephen Morris) - ドラム、キーボード
- ジリアン・ギルバート (Gillian Gilbert) - キーボード、ギター
- フィル・カニンガム (Phil Cunningham) - ギター、キーボード
- トム・チャップマン (Tom Chapman) - ベース、シンセサイザー

### 旧メンバー
- ピーター・フック (Peter Hook) - ベース、パーカッション ※通称、フッキー。

1stアルバム『ムーブメント』の第一曲目「Dreams Never End」はフッキーがボーカルを担当。また、初期のシングル「Procession」はスティーヴン・モリスがボーカルを担当している。当初はメンバーそれぞれをボーカルとした編成で担当楽器なども取り替えつつリハーサルを繰り返し、試行錯誤の末に後の編成にたどり着いた。
ジリアン・ギルバートは公私共にパートナーであるスティーヴン・モリスとの間の子供が難病を抱えていたため、1990年代後半のバンドの再始動以降は一部の曲のレコーディングを除き、ライブツアーなどバンドの活動には関わってこなかったが、2001年に正式に脱退が表明された。彼女の欠けたツアーには後に正式メンバーとして加入するフィル・カニンガムが代役を務めることとなった。
ジリアンは2011年の再結成よりバンドに復帰し、以降はフィルを含めたこのメンバーで活動を行っている。

## 来日公演
- 1985年5月1、2日、新宿の東京厚生年金会館で単独公演を行うため初来日。(当時の告知用ポスター)

前身時代とあまり変わっていないラフな演奏能力と逆に複雑化した楽曲構成とのギャップが音楽誌などで物議を醸した。
ステージの終了後、機材の不調で納得のいく演奏ができなかったメンバーが突如として再びステージにあらわれジョイ・ディヴィジョンの曲を演奏し始めたため、一旦ホール外に出かけた観客などが押し寄せ軽いパニック状態になり、主催者側から強制的に演奏が中止された。
また5月1日の公演はFM生中継があった関係でアンコールが無く会場内では相当なブーイングだった。
- 1987年1月。東京2回、大阪・名古屋各1回の計4回の公演を行った。

日本テレビの深夜番組「11PM」に出演し、「ビザール・ラヴ・トライアングル」を生演奏で披露した。
- 2001年7月28日、フジ・ロック・フェスティバルのホワイトステージに出演。ホワイトステージは入場規制がかかった。

この日バーナードはRun-D.M.C.のTシャツ姿で登場した。
サポートミュージシャンとしてスマッシング・パンプキンズのビリー・コーガンが参加。
- 2005年7月31日、フジ・ロック・フェスティバルのグリーンステージにメインアクトとして出演。

ステージ脇の巨大スクリーンに「クラフティー」の日本語版歌詞を表示し、ファンらと大合唱した。
- 2012年8月18日、復帰したジリアン・ギルバートと脱退状態にあるピーター・フックの代役にトム・チャップマンを加えた編成でサマーソニック大阪のマウンテンステージにヘッドライナーとして出演。

悪天候により持ち時間90分が45分ほどに短縮された。
- 2012年8月19日、同じくサマーソニック東京のマウンテンステージにヘッドライナーとして出演。

大入り状態の中、ジョイ・ディヴィジョンの曲を含む16曲が演奏された。
- 2017年5月25日に、東京STUDIO COASTでおよそ29年ぶりに単独来日公演を行った。
- 2020年3月3日と4日に東京STUDIO COAST、5日に大阪Zepp Osaka Baysideにて単独公演を行う予定であったが、新型コロナウイルス感染症の影響で延期となった。

また、2022年1月に振替公演を行う予定となっていたが、2021.10.18、新型コロナウイルスによる影響により日本を含むワールド・ツアーの日程が変更となったために中止と発表。

## ディスコグラフィ

### スタジオ・アルバム
- 『ムーブメント』 - Movement (1981年)
- 『権力の美学』 - Power, Corruption & Lies (1983年)
- 『ロウ・ライフ』 - Low-Life (1985年)
- 『ブラザーフッド』 - Brotherhood (1986年)
- 『テクニーク』 - Technique (1989年)
- 『リパブリック』 - Republic (1993年)
- 『ゲット・レディー』 - Get Ready (2001年)
- 『ウェイティング・フォー・ザ・サイレンズ・コール』 - Waiting for the Sirens' Call (2005年)
- 『ロスト・サイレンズ』 - Lost Sirens (2013年)
- 『ミュージック・コンプリート』 - Music Complete (2015年)

## サイドプロジェクト

### エレクトロニック
エレクトロニック (Electronic)はバーニーと元ザ・スミスのジョニー・マーによるプロジェクト。ペット・ショップ・ボーイズのニール・テナントなどがゲスト・アーティストとして参加。
- 『エレクトロニック』 - Electronic (1991年)
- 『レイズ・ザ・プレッシャー』 - Raise The Pressure (1996年)
- 『トゥイステッド・テンダネス』 - Twisted Tenderness (1999年)

### リヴェンジ
リヴェンジ (Revenge)は、フッキーが中心となって結成されたバンド。
- 『ワン・トゥルー・パッション』 - One True Passion (1990年)

### モナコ
モナコ (Monaco)は、フッキーがギタリストであるデヴィッド・ポッツと1996年に結成したユニット。近年では2007年10月に再結成ライブを行っている。
- 『ミュージック・フォー・プレジャー』 - Music For Pleasure  (2015年)
- 『モナコ』 - Monaco (2000年)

### フリーベース
フリーベース (FreeBass)は、フッキーの呼びかけによりザ・スミスのアンディ・ルークとストーン・ローゼズ/プライマル・スクリームのマニの3人のベーシストで結成されたプロジェクト。2005年に活動を開始し、アルバム一枚を発表した後、2010年に事実上解散した。
- 『イッツ・ア・ビューティフル・ライフ』 - It's a beautiful life (2010年)

### ジ・アザー・トゥー
ジ・アザー・トゥー (The Other Two)は、ニュー・オーダーの「残り二人」、スティーヴン・モリスとジリアン・ギルバートによるサウンドユニット。
- 『ジ・アザー・トゥー・アンド・ユー』 - The Other Two & You (1993年)
- 『スーパー・ハイウェイズ』 - Super Highways (1999年)

### バッド・ルーテナント
バッド・ルーテナント (Bad Lieutenant)は、バーニーが中心となって2007年に結成されたオルタナティヴ・ロック・バンド。
- 『ネヴァー・クライ・アナザー・ティアー』 - Never Cry Another Tear (2009年)